# At Folsom Prison
At Folsom Prison è il ventiseiesimo album del cantautore country Johnny Cash ed è il suo ventesimo album pubblicato dall'etichetta Columbia. Si tratta di un album discografico live inciso il 13 gennaio 1968 all'interno del carcere di massima sicurezza di Folsom, in California. Sono presenti nell'album anche June Carter, Carl Perkins e i Tennessee Three.
Fu pubblicato originariamente nel 1968 ed è stato ripubblicato nel 2000 con tre brani, sempre provenienti dal concerto live del 13 gennaio 1968, non presenti nel LP originale: Busted, Joe Bean e The Legend of John Henry's Hammer.

## Il disco

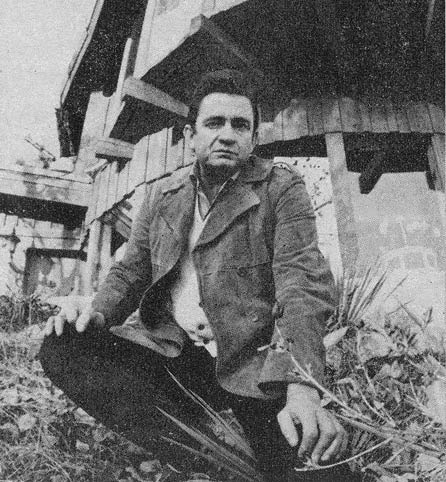
Johnny Cash nel 1969.

Johnny Cash volle omaggiare così i detenuti di quel carcere tenendo una delle sue migliori interpretazioni e dedicando loro addirittura una canzone (Folsom Prison Blues), già pubblicata come singolo della Sun Records nel 1956 e l'anno seguente in Johnny Cash with His Hot and Blue Guitar.
Cash fu il primo a cui venne l'idea di fare un concerto gratuito dentro un carcere andando contro la sua casa discografica che, in principio si oppose all'idea, poi pubblicò le registrazioni e At Folsom Prison finì per vendere 3 milioni di copie solo negli Stati Uniti.
La canzone finale, Greystone Chapel, è scritta da uno dei detenuti, Glen Sherley. Johnny Cash non cantò mai il brano fino alla notte precedente la sua visita alla prigione. Un prete chiese a Cash di ascoltare la canzone su un nastro audio di Sherley. Dopo aver ascoltato il pezzo, Cash si affrettò ad includere la canzone nel programma del concerto, che si sarebbe tenuto la notte successiva.
Attraverso tutto l'album Cash sembra immedesimarsi nella condizione dei detenuti, tanto da dare l'impressione di sentirsi a suo agio: infatti numerosi brani sono interrotti da risa, da parte di Cash, in seguito a inudibili interventi da parte del pubblico, a dispetto del loro contenuto non certo umoristico. Da parte loro i detenuti mostrano grande rispetto nei confronti di Cash e del suo lavoro, anche se alcuni dei suoni che sembrano provenire dalla folla (acclamazioni e grida) sono stati sovraincisi dopo la registrazione, per esempio le urla entusiaste dopo il verso «But I shot a man in Reno just to watch him die», nel brano Folsom Prison Blues.
Nella pubblicazione originale in LP l'ordine delle tracce fu cambiato e alcune di esse furono tagliate, probabilmente per ragioni di spazio. La versione pubblicata in CD nel 2000 non contiene ancora il concerto nella sua completezza, ma consta di tre brani in più, rispetto all'LP: Busted, Joe Bean e The Legend of John Henry's Hammer. I rimanenti brani eseguiti quel giorno, ma tuttora inediti, sono: I'm Not in Your Town to Stay, la cover del classico di Ray Charles I Got a Woman, Long Legged Guitar Pickin' Man e una differente versione di Greystone Chapel.
Nel 2003 l'album raggiunse il numero 88 nella classifica dei 500 migliori album di sempre secondo la rivista Rolling Stone. Nel 2003 fu uno dei 50 album scelti quell'anno dalla Biblioteca del Congresso degli Stati Uniti per essere aggiunto alla "National Recording Registry".
Nel 2006, raggiunse il numero 3 nella classifica dei 40 migliori album country della CMT.

### Registrazione

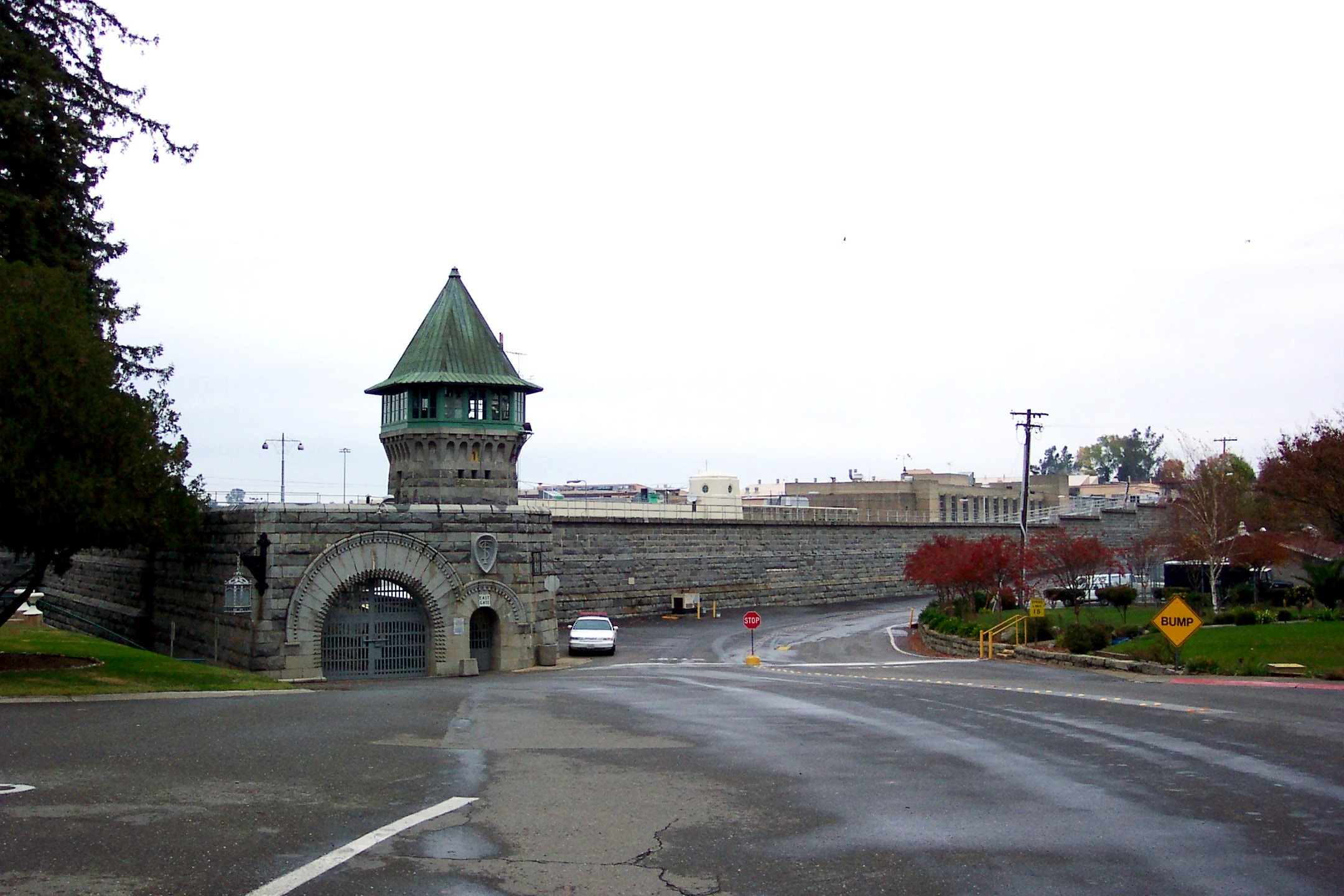
L'album venne registrato nella Folsom State Prison di Folsom, California.

Il 10 gennaio 1968, Cash e June Carter arrivarono presso l'El Rancho Motel di Sacramento, California. In seguito furono raggiunti da Tennessee Three, Carl Perkins, The Statler Brothers, Ray Cash (il padre di Johnny), Bob Johnston, e dal reverendo Floyd Gressett, che abitualmente forniva conforto spirituale ai detenuti di Folsom e quindi avrebbe potuto facilitare lo svolgimento del concerto. I musicisti provarono per due giorni interi, pratica non comune per loro, provando anche svariati brani in formazioni diverse. Una sfilata di moda tenutasi presso una sala da ballo nelle vicinanze fornì una distrazione inaspettata, e durante le prove del 12 gennaio, il governatore della California Ronald Reagan, che si trovava nell'hotel per un discorso, fece visita alla band e offrì il proprio incoraggiamento. Uno dei brani maggiormente provati fu la canzone Greystone Chapel, scritta dal carcerato Glen Sherley. Sherley aveva inciso una versione del pezzo, che aveva poi passato al reverendo Gressett tramite il direttore delle attività ricreative della prigione. Il 13 gennaio, il gruppo si spostò a Folsom, per incontrarsi con il giornalista del Los Angeles Times Robert Hilburn e con il fotografo della Columbia Jim Marshall, reclutati entrambi per documentare l'esibizione.
Cash decise di tenere due concerti il 13 gennaio, uno dalle 9:40 di mattina, ed un secondo a partire dalle 12:40, in caso la prima performance non fosse stata soddisfacente. Dopo un'introduzione da parte di Hugh Cherry, che incoraggiò i detenuti a "rispondere" all'esibizione di Cash, Carl Perkins salì sul palco. Perkins suonò il suo classico Blue Suede Shoes. Subito dopo, fu la volta degli Statler Brothers che cantarono Flowers on the Wall e This Old House, un vecchio standard country. Quindi Cherry salì nuovamente sul palco per introdurre Johnny Cash. L'esibizione di Cash iniziò con Folsom Prison Blues e il concerto contenne diversi brani a tema "carcerario", inclusi The Wall, Green, Green Grass of Home, e 25 Minutes to Go. Il cantante fu raggiunto sul palco dalla moglie June per un paio di duetti. Dopo una versione da sette minuti della canzone The Legend of John Henry's Hammer, Cash si prese una pausa e la Carter recitò una poesia. Cash concluse entrambi i concerti con Greystone Chapel. Il secondo concerto non fu così riuscito come il primo; poiché i musicisti erano stanchi per il precedente show. Solamente due canzoni tratte dalla seconda esibizione, Give My Love to Rose e I Got Stripes, finirono sulla versione definitiva originale dell'album.

#### Scaletta brani primo concerto
1. Folsom Prison Blues
2. Busted
3. Dark as a Dungeon
4. I Still Miss Someone
5. Cocaine Blues
6. 25 Minutes to Go
7. I'm Not in Your Town to Stay
8. Orange Blossom Special
9. The Long Black Veil
10. Send a Picture of Mother
11. The Wall
12. Dirty Old Egg-Sucking Dog
13. Flushed From The Bathroom of Your Heart
14. Joe Bean
15. Jackson
16. I Got a Woman
17. The Legend of John Henry's Hammer
18. Green, Green Grass of Home
19. Greystone Chapel

#### Scaletta brani secondo concerto
1. Folsom Prison Blues
2. Busted
3. Dark as a Dungeon
4. Cocaine Blues
5. 25 Minutes to Go
6. Orange Blossom Special
7. The Legend of John Henry's Hammer
8. Give My Love to Rose
9. Dirty Old Egg-Sucking Dog
10. Flushed From The Bathroom of Your Heart
11. Joe Bean
12. Jackson
13. Long Legged Guitar Picking Man
14. I Got Stripes
15. Green, Green Grass of Home
16. Greystone Chapel
17. Greystone Chapel (repeat)

## Tracce

### Pubblicazione originale
Lato A
1. Folsom Prison Blues
2. Dark as a Dungeon
3. I Still Miss Someone
4. Cocaine Blues
5. 25 Minutes to Go
6. Orange Blossom Special
7. Long Black Veil

Lato B
1. Send a Picture of Mother
2. The Wall
3. Dirty Old Egg-Sucking Dog
4. Flushed from the Bathroom of Your Heart
5. Jackson
6. Give My Love to Rose
7. I Got Stripes
8. Green, Green Grass of Home
9. Greyston Chapel

### Ri-pubblicazione
1. Folsom Prison Blues - 2:42 - (Johnny Cash)
2. Busted* - 1:25 - (Halan Howard)
3. Dark as a Dungeon - 3:04 - (Merle Travis)
4. I Still Miss Someone - 1:38 - (Johnny Cash)
5. Cocaine Blues - 3:01 - (T. J. Arnall)
6. 25 Minutes to Go - 3:31 - (Shel Silverstein)
7. Orange Blossom Special - 3:06 - (E. T. Rouse)
8. Long Black Veil - 3:58 - (Marijohn Wilkin, Danny Dill)
9. Send a Picture of Mother - 2:05 - (Johnny Cash)
10. The Wall - 1:36 - (Halan Howard)
11. Dirty Old Egg Sucking Dog - 1:30 - (Jack Clement)
12. Flushed From the Bathroom of Your Heart - 2:05 - (Jack Clement)
13. Joe Bean* - 3:05 - (B. Freeman, L. Pober)
14. Jackson (con June Carter) - 3:12 - (B. Wheeler, J. Lieber)
15. Give My Love to Rose (con June Carter) - 2:43 - (Johnny Cash)
16. I Got Stripes - 1:52 - (Johnny Cash, Charlie Williams)
17. The Legend of John Henry's Hammer* - 7:42 - (traditional arr. da Johnny Cash e June Carter Cash)
18. Green, Green Grass of Home - 2:13 - (C. Putman)
19. Greystone Chapel - 6:02 - (Glen Sherley)

- Tracce non presenti sul vinile originale*

## Formazione
Musicisti
- Johnny Cash - voce, chitarra, armonica
- June Carter - voce
- Marshall Grant - basso
- W.S. Holland - percussioni
- Carl Perkins - Chitarra Elettrica
- Luther Perkins - Chitarra Elettrica
- The Statler Brothers - voce

Produzione
- Bob Johnston - produttore
- Bob Irwin - produttore per la riedizione

## Classifiche
| Classifica (2021) | Posizione massima |
| ----------------- | ----------------- |
| Grecia            | 66                |

## Curiosità
- La canzone Folsom Prison Blues è citata, in alcune sue parole, da Eli (interpretato da Denzel Washington), nel film postapocalittico del 2010 Codice Genesi dei fratelli Hughes.